# Ferslevsten

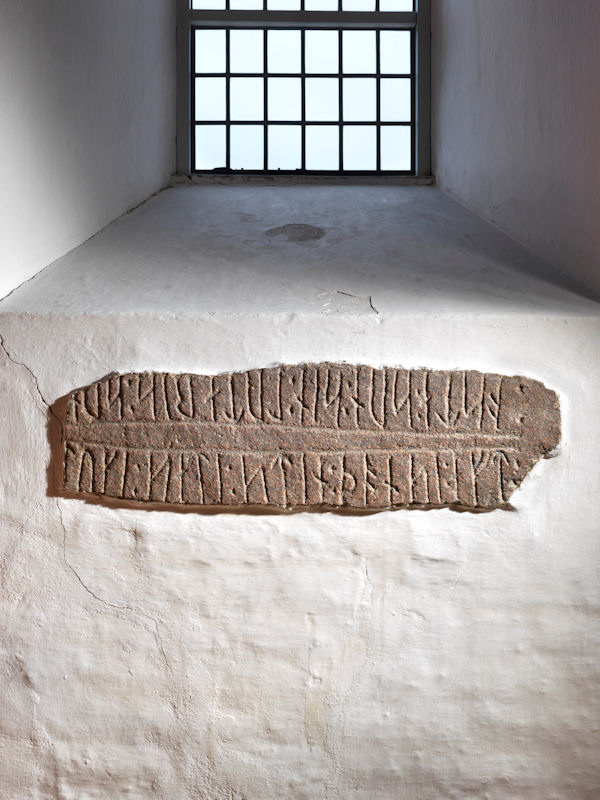
Ferslevstenen

Der Ferslevsten (Nr. DR 145 – DK NJy43) ist ein in der Kirche von Ferslev in der Aalborg Kommune in Nord-Jütland in Dänemark gefundenes etwa 106 cm langes, 30 cm breites Runensteinfragment. 

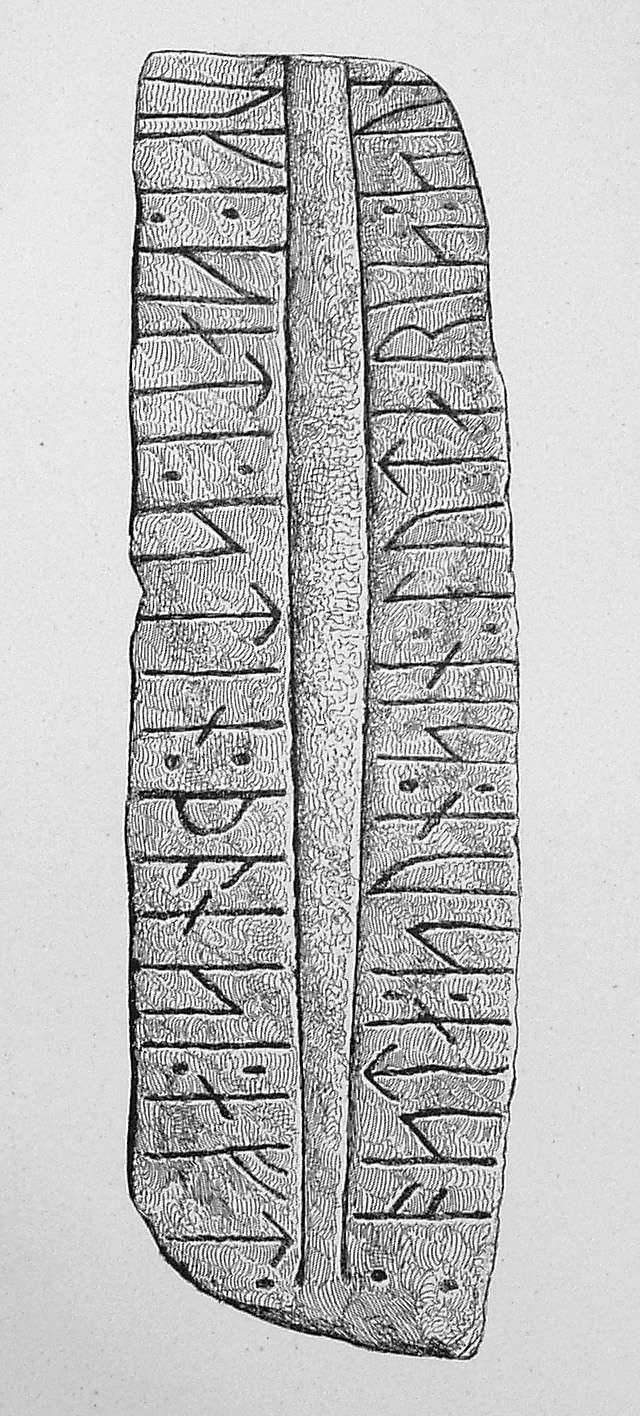
Ferslevsten

Der zum Baustein zerhackte Stein aus Granit wird erstmals 1654 von dem dänischen Kartographen Johannes Mejer (1606–1674) erwähnt. Der Stein stammt von 970 bis 1020 n. Chr. und befand sich in der Nordwand des Chores. Er ist heute in die Seitenwand des Karnhauses eingebaut. 
Aus Ferslev stammt ein Fragment eines anderen Runensteins, das vor 1870 verloren ging, als Magnus Petersen (1827–1917) (schrieb sich später Julius Magnus-Petersen) es nicht mehr fand.
Der in Bustrophedon geschriebene Text lautet: Toke (?), der Sohn von Lutaris, setzte diesen Stein nach Astis seinem Sohn.